# Kilb
Kilb är en ort och kommun  i Österrike. Den ligger i distriktet Melk i förbundslandet Niederösterreich, 70 km väster om huvudstaden Wien. 
Kommunen består av 44 orter (Ortschaften) (inom parentes invånarantal 1 januari 2024):

- Braunöd (25)
- Bühren (16)
- Dornhof (54)
- Dörfl (8)
- Feld (9)
- Fleischessen (29)
- Fohra (12)
- Fohrafeld (34)
- Freyen (88)
- Gartling (27)
- Glosbach (23)
- Graben (20)
- Graben bei Haag (12)
- Grub bei Kilb (23)
- Guglberg (17)
- Hauersdorf (23)
- Haxenöd (12)
- Heinrichsberg (25)
- Hohenbrand (23)
- Hummelbach (3)
- Kettenreith (157)
- Kilb (1 317)
- Kohlenberg (22)
- Laach (20)
- Maierhöfen (30)
- Mallau (47)
- Niederhofen (57)
- Oberneuberg (32)
- Panschach (44)
- Petersberg (58)
- Rametzberg (28)
- Ranzenbach (10)
- Ruttersdorf (13)
- Schlögelsbach (14)
- Schützen (19)
- Taubenwang (3)
- Teufelsdorf (18)
- Umbach (57)
- Unterneuberg (5)
- Unterschmidbach (30)
- Volkersdorf (18)
- Waasen bei Kilb (27)
- Wiesenöd (24)
- Wötzling (54)